# Ladislav Dušek (herec)
Ladislav Dušek (14. června 1943 Praha – 16. října 2020 Liberec) byl český divadelní a televizní herec a komunální politik. Vystudoval herectví na Lidové konzervatoři, v druhé polovině 60. let začal svoji uměleckou dráhu v Žižkovském divadle, v několika menších rolích se objevil i v činohře Národního divadla. Od roku 1969 byl hercem Divadla pracujících v Mostě a od roku 1989 více než třicet let hercem Šaldova divadla v Liberci. Aktivně vystupoval během sametové revoluce. Zastupitelem města Liberce byl mezi lety 1990 a 1998 a následně i v období mezi lety 2010 a 2014.